# تورباکز
تورباکز (به لاتین: Turbacz) یک کوه در لهستان است که در لهستان واقع شده‌است. تورباکز ۱٬۳۱۰ متر بالاتر از سطح دریا واقع شده‌است.